# Rudolph Lipschitz
Rudolf Otto Sigismund Lipschitz (n. 14 mai 1832 - d. 7 octombrie 1903) a fost un matematician german.
Este cunoscut mai ales pentru condiția de continuitate din analiza matematică ce îi poartă numele.
Alte contribuții se înscriu în domenii ca: teoria numerelor, analiza matematică, geometrie diferențială și mecanică clasică.